# Höcker-Habichtsfliege

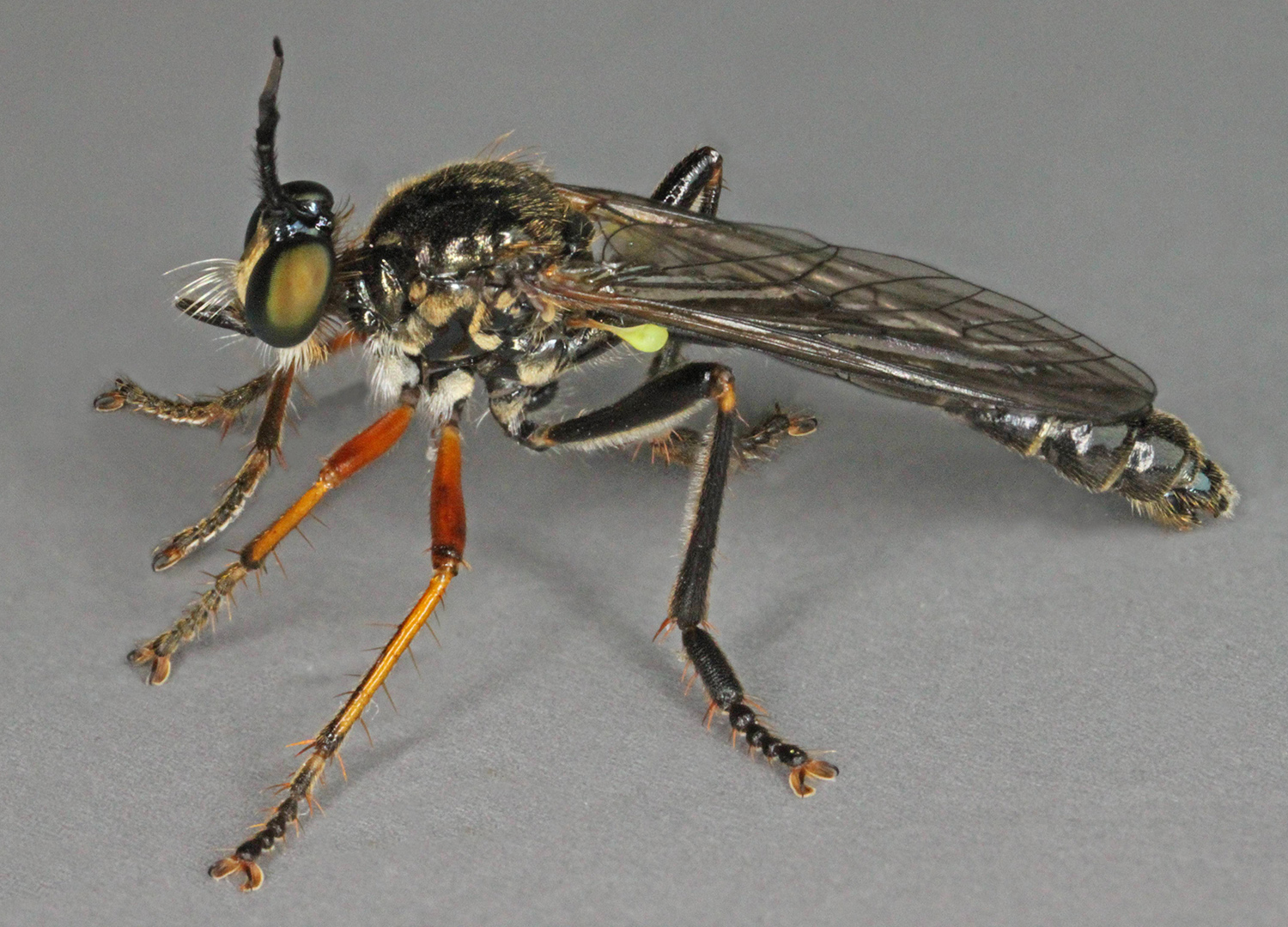
Männchen

Die Höcker-Habichtsfliege (Dioctria rufipes) ist eine von etwa 13 in Deutschland verbreiteten Raubfliegen-Arten der Gattung Dioctria. Die Art wurde im Jahr 1776 von dem schwedischen Entomologen Carl De Geer erstbeschrieben.

## Merkmale
Die Fliegen sind 8–15 mm lang. Kopf, Thorax und Hinterleib sind überwiegend schwarz gefärbt. Der Hinterkopf ist dorsal gelb behaart. Die relativ langen Fühler sitzen auf einem höckerähnlichen Fortsatz. Die Arista  (Fühlerborste) ist kürzer als der Pedicellus (2. Fühlerglied). Die Hinterränder der hinteren Tergite sind hell gesäumt. Die Weibchen besitzen einen leicht verbreiterten Hinterleib, der dorsal rötlich gefärbt ist. Die vorderen und mittleren Beine sind rotgelb gefärbt. Die Hinterbeine sind schwarz. Die Halteren sind gelb gefärbt. Die hyalinen Flügel weisen eine charakteristische Flügeladerung auf.

## Verbreitung
Dioctria rufipes ist in der westlichen Paläarktis verbreitet. Die Art ist in weiten Teilen Europas vertreten. Das Vorkommen reicht von Fennoskandinavien und Schottland im Norden bis in den Mittelmeerraum. Sie fehlt offenbar in Irland. Im Osten reicht das Vorkommen bis nach Westsibirien.

## Lebensweise
Die Fliegen findet man in Hecken-Biotopen. Imagines und Larven leben räuberisch von Kleininsekten. Die Raubfliegen erbeuten ihre Opfer gewöhnlich im Flug. Die Flugzeit dauert von Ende April bis in den August. Die Raubfliegen werden hauptsächlich im Mai beobachtet.